# Национальный парк Лаука

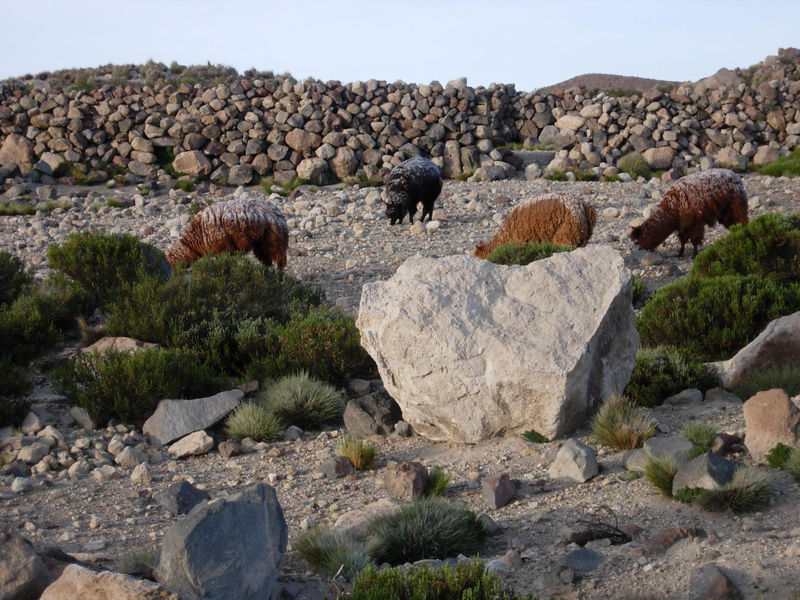
Викуньи в парке Лаука

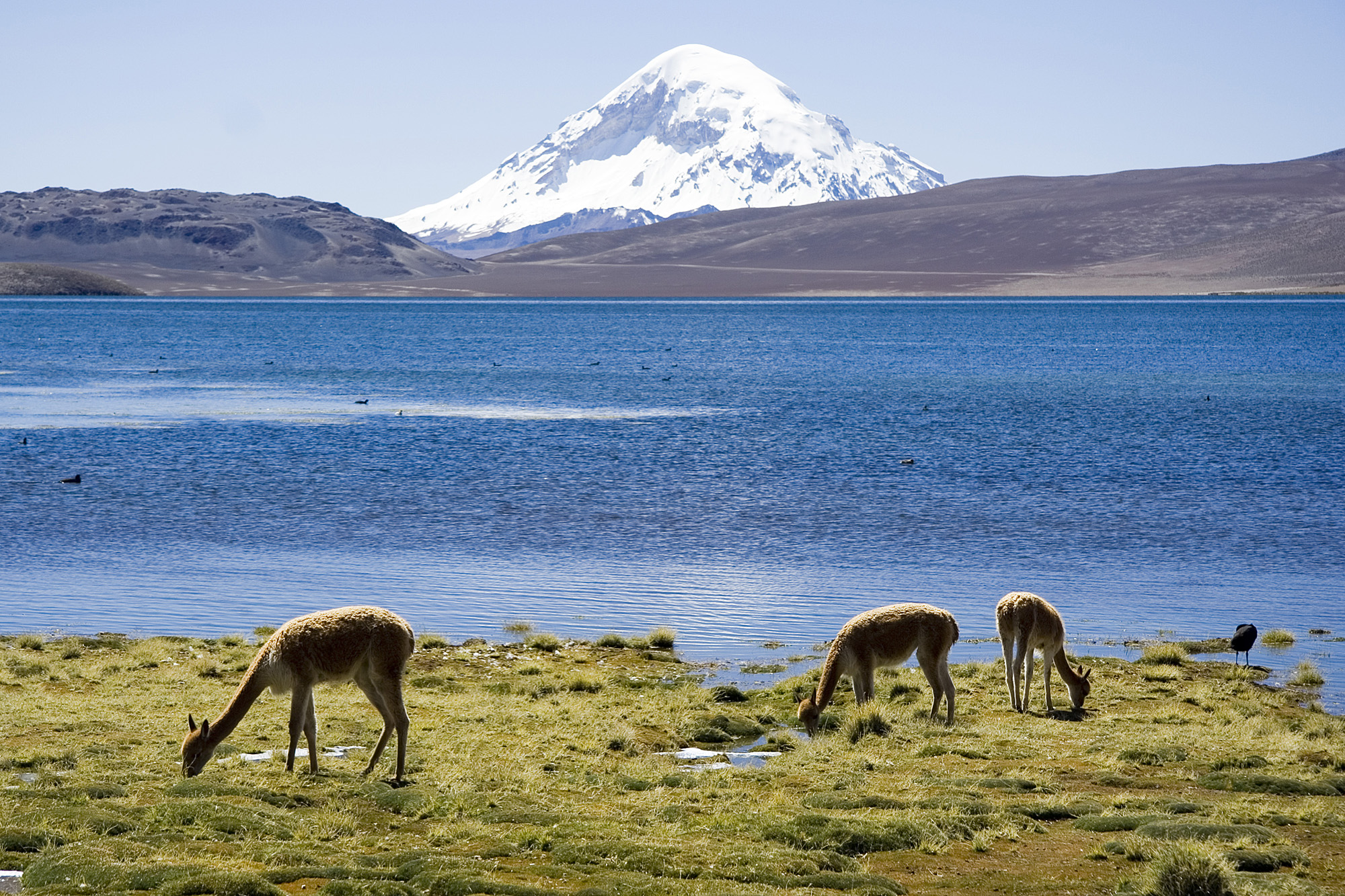
Озеро Чунгара и вулкан Сахама

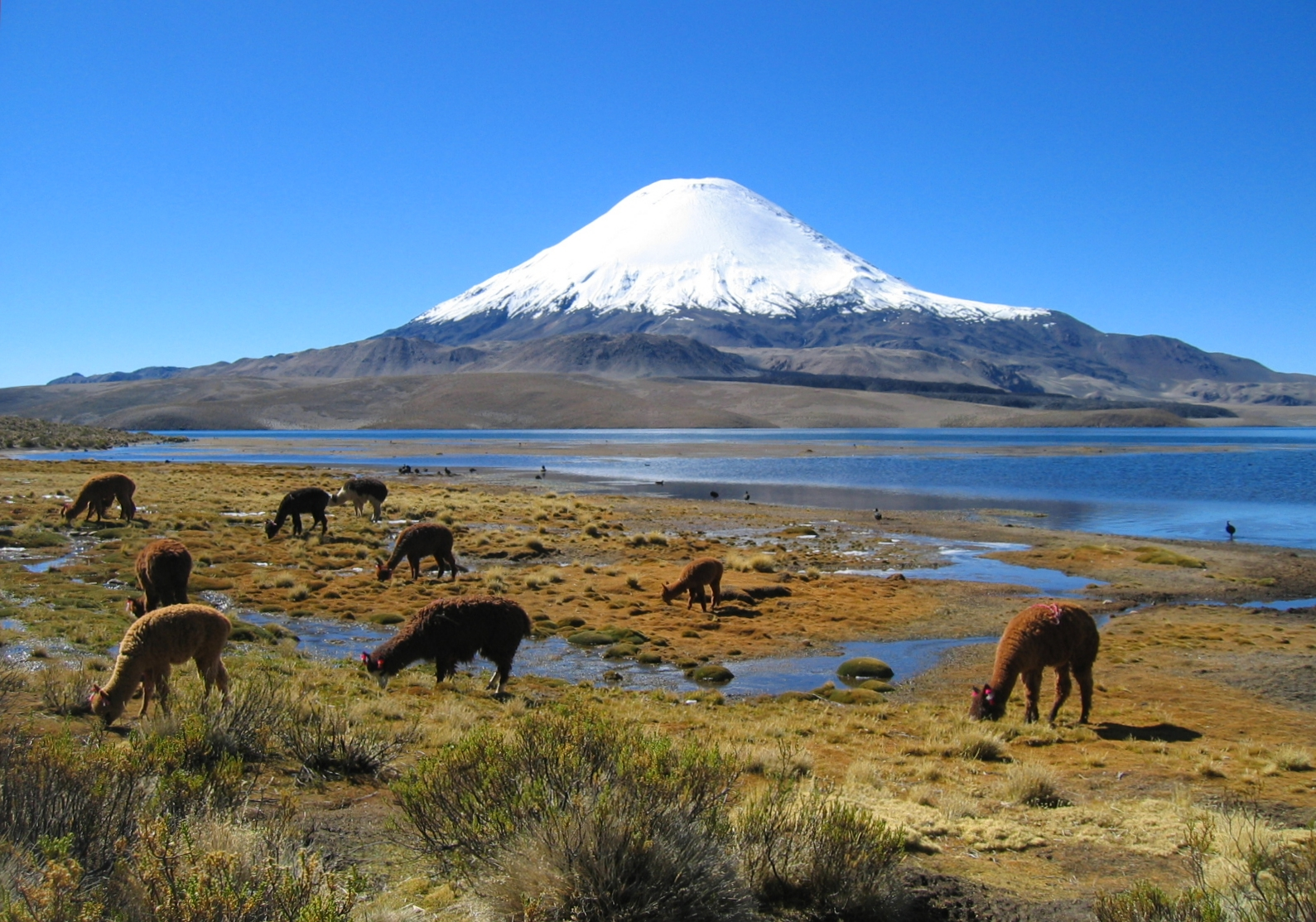
Вулкан Паринакота в Национальном парке Лаука

Национальный парк Лаука (исп. Parque Nacional Lauca ) расположен на севере Чили, в области Арика-и-Паринакота, на территории Андских гор и плоскогорья. Он охватывает область 1 379 км ² плоскогорья и гор, состоящих главным образом из огромных вулканов. Национальный заповедник Лас-Викуньяс является его соседом на юге. Оба заповедника, наряду с Природным памятником Салар-де-Сурире, формируют Биосферный заповедник Лаука, граничащий с Национальным парком Сахама в Боливии .

## География
Одна из главных достопримечательностей парка — маленькая озерная область, сформированная озером Чунгара и озерами Котакотани, которые находятся в предгорьях Невадос-де-Пайячата. Другие величественные вулканы, являющиеся частью национального парка — это вулканы Гуальятири и Акотанго. Особенности парка Лаука включают археологические достопримечательности, лавовые области и вулканические кратеры. В пределах парка расположен город Паринакота с его колониальной церковью.
Истоки реки Лаука также находятся в пределах парка, и границей парка на западе является река Льюта.
Международная автодорога CH-11 проходит через этот заповедник. Она позволяет проехать от Панамериканского шоссе возле Арики к перевалу Тамбо-Кемадо и обеспечивает главный подъезд к парку.

## Животный мир
Несколько разновидностей животных и растений обитают в парке. Млекопитающие заповедника — это викунья, лама, альпака, гуанако, перуанский олень, пума и вискача.
Здесь можно обнаружить более чем 140 разновидностей птиц, что делает заповедник одним из лучших национальных парков для обитания птиц в Чили. Он включают таких птиц, как тонкоклювая каравайка, андский гусь, гигантская лысуха, горно-степной тинаму, серебристая поганка, хохлатая утка, Чирок пуны, андский кондор и чилийский фламинго.
Более чем 400 разновидностей сосудистых растений растут в Национальном парке Лаука. Растительность парка приспособлена к тяжелой окружающей среде гор и высокогорных степей.

## См.также
Национальные заповедники Чили